# حمله به شمال عراق (ژوئن ۲۰۱۴)
روزشمار حمله به شمال عراق در ژوئن ۲۰۱۴ میلادی:

## ۱۹ خرداد
در واپسین ساعات شامگاه ۹ ژوئن ۲۰۱۴ میلادی، نیروهای دولت اسلامی عراق و شام (داعش) پیرو پیشروی چند روز پیش، به شمال عراق، کنترل بیشتر مناطق شهر موصل را به دست گرفتند. حدود ۱۳۰۰ نیروی شبه نظامی و مسلح کنترل مقر دولتی استان نینوا را در دست گرفتند. همچنین نیروهای داعش فرودگاه بین‌المللی موصل و بسیاری از پادگان‌ها و مقرهای دولتی را به تصرف خود در آوردند. در پی حملات داعش، حدود ۵۰۰ هزار نفر از ساکنین موصل خانه‌های خود را ترک کردند.
منطقه کردستان عراق سه روز پیش از تصرف شهر موصل، کمک‌های نظامی را به دولت عراق پیشنهاد داده بود و اعزام سه تیپ از نیروهای پیشمرگه عراق برای درگیری با نیروهای داعش را پیشنهاد کرده بود اما فرماندهی نیروهای مسلح عراق کمک کُردها را نپذیرفت. خانواده‌های آواره شهر موصل از شهر گریختند که تعداد آن‌ها به بیش از یکصد و پنجاه هزار نفر می‌رسید و به مناطق دیگر رفتند. برخی به سمت منطقه کردستان و شهرهای اربیل و دهوک و برخی دیگر روانه استان کرکوک شدند.

## ۲۰ خرداد
پس از این حمله نیروهای کمکی ارتش عراق و همچنین نیروهای پیشمرگ کرد نیز برای مقابله با داعش وارد عمل شدند. گزارش‌ها حاکی است در صورت منهدم شدن تأسیسات بزرگترین سد عراق در موصل احتمال مرگ ۲۵۰ هزار نفر وجود دارد. گزارشی که در سال ۲۰۰۷ از سوی آمریکا تهیه شده حاکی است انهدام این سد یک خطر جدی است. در چنین حالتی سیل به راه افتاده به شهر بغداد نیز می‌رسد به گونه‌ای که ارتفاع آب در معابر پایتخت عراق به ۵ متر خواهد رسید. این مطلب در حالی منتشر می‌شود که پیشتر داعش با اشغال سد فلوجه و باز کردن دریچه‌های آن موجب شدند هزاران هکتار از زمین‌های کشاورزی در این منطقه به زیر آب برود. بر اساس گزارش‌ها، در جریان درگیری‌ها، نیروهای پیشمرگ کرد توانستند کنترل سد موصل را از دست داعش خارج کنند.
نوری مالکی نخست وزیر عراق در پی این تجاوز خواستار عزم ملی مردم برای مقابله با نیروهای داعش شد. نوری مالکی گفت تجاوز به موصل که از تاریخ ۱۰ ژوئن مورد یورش نظامیان داعش قرار گرفته‌است، نتیجه یک توطئه بزرگ است. وی همچنین گفت «تروریست‌ها با استفاده از توطئه‌هایی که در داخل انجام شد توانستند موصل را اشغال کنند و ارتش با قدرت سلاح به این مسئله پایان خواهد داد.»
در پی تصرف موصل، کنسولگری ترکیه نیز در کنترل نیروهای داعش در آمد و ۸۰ نفر از پرسنل و شهروندان اهل ترکیه توسط داعش به حالت گروگان در آمدند. داعش همچنین ۴۹ تن از اعضای کنسولگری ترکیه در شهر موصل را که شامل سربازان ویژه، دیپلمات‌ها و کودکان می‌شود، اسیر کرد.

## ۲۱ خرداد
یک روز پس از تصرف موصل مزدوران دولت اسلامی عراق و شام، کنترل دومین شهر عراق یعنی تکریت (مرکز اداری استان صلاح‌الدین) را نیز در دست گرفتند. مردان مسلح از چهار جهت مختلف وارد شهر تکریت شدند، آن‌ها سپس جهت تقویت نیروهای خود اقدام به آزادسازی زندانیان کردند. تلویزیون عراق در تاریخ ۱۲ ژوئن اعلام کرد که ارتش عراق شهر تکریت را بازپس گرفته‌است و هم‌اکنون ارتش عراق کنترل کامل این شهر را بر عهده دارد. برخی گزارش‌ها، از همکاری نیروهای سپاه پاسداران انقلاب اسلامی برای بازپس‌گیری تکریت خبر می‌دهند.
پس از حمله به موصل، در ۱۱ ژوئن (چهارشنبه) نیز شهر تکریت مرکز اداری استان صلاح‌الدین (واقع در شمال سامرا) به اشغال شبه نظامیان داعش در آمد. در پی این حمله زندانیان بازداشتگاه‌های محلی از زندان گریختند و شماری از نظامیان داعش بر شهر تکریت و ساختمان استانداری تسلط یافته و مرکز پلیس القادسیه در مرکز شهر را به آتش کشیده‌اند و پادگان ضلوعیه در جنوب این شهر را نیز اشغال کردند. پس از تصرف تکریت داعش به ۱۵۰ کیلومتری شمال عراق رسیده‌است. نیروهای پیش‌مرگ نیز با نیروهای داعش در دهوک درگیر شدند.
پایگاه‌های لشکر ۴۶ و ۴۷ تیپ ۱۲ با خروج نیروهای عراق خالی مانده و نیروهای پیشمرگ برای جلوگیری از دستیابی گروه‌های مسلح به این پایگاه‌ها، در آن‌ها مستقر شده‌اند.

## ۲۲ خرداد
داعش دو شهر استان دیاله در شرق عراق را تحت کنترل خود در آورد. نیروهای داعش در استان دیاله تا ۴۲ کیلومتری مرز ایران پیشروی کردند.

## ۲۴ خرداد
چاک هیگل، وزیر دفاع ایالات متحده آمریکا، روز شنبه (۱۴ژوئن/۲۴خرداد) دستور داد که ناو هواپیمابر "یو اس‌اس جورج اچ دبلیو بوش" از شمال دریای عرب به سمت خلیج فارس حرکت کند. رزم‌ناو موشک انداز یو اس اس فیلیپین و ناوشکن یو اس اس تروکستون، ناو هواپیمابر آمریکایی را همراهی خواهند کرد.

## ۲۵ خرداد
در ۲۵ خرداد ۱۳۹۳ (۱۵ ژوئن) داعش شهرک تلعفر واقع در استان نینوا عراق را تحت کنترل خود درآورد. اکثر ساکنان تلعفر ترکمن‌های شیعه هستند و تصرف این منطقه به منزله نخستین منطقه شیعه‌نشین است که به تصرف اعضای داعش در آمد. پس از آن نیروی هوایی عراق هم چندین بار به این شهر حمله کرد.
نیروهای داعش پایگاه اسپاکیر متعلق به نیروی هوایی عراق در شمال تکریت را تصرف کردند. پس از تصرف ۱۷۰۰ نفر از دانشجویان این پایگاه که خود را تسلیم کرده بودند توسط نیروهای داعش اعدام شدند و ۸۰۰ نفر از دانشجویان سنی عفو شدند.
شهر سنی‌نشین بعقوبه، مرکز استان دیاله در ۶۰ کیلومتری بغداد پس از نبردی سنگین به دست شورشیان افتاد. شبه‌نظامی‌های سنی چندین محله شهر را به متصرف شدند و با اشغال مرکز پلیس شهر اسلحه‌های زیادی به‌دست آوردند.

## ۲۶ خرداد
گروه دولت اسلامی عراق و شام مرقد پیامبران یونس و دانیال نبی در موصل را بست. این در حالی است که منابع عراقی از کشته شدن بیش از ۳۰۰ عضو داعش در تل‌عفر خبر دادند. نیروهای داعش پس از اینکه دو ضریح یونس و دانیال پیامبر را در موصل عراق بستند تمام کارمندان این دو مرقد را به گروگان گرفتند. افراد مسلح داعش در شهر موصل هم‌چنین مقبره‌های ابن الجزری و ابن الاثیر (صاحب کتاب "الکامل") را تخریب کردند. یک منبع امنیتی عراقی اعلام کرد که نیروهای نظامی بیشتری از طریق هوایی وارد منطقه تل‌عفر در غرب موصل شدند تا به ساکنان آن کمک کنند. همچنین یک منبع امنیتی در عراق اعلام کرد که بیش از ۳۰۰ عضو داعش در تل‌عفر کشته شدند و نیروهای امنیتی به پیشروی‌هایی در این منطقه دست یافتند.

## ۲۷ خرداد
در عصر ۲۷ خرداد ۱۳۹۳، گروه داعش ۶۰ کارگر خارجی از جمله ۱۵ تبعه ترکیه را در عراق به گروگان گرفت. داعش پس از شناسایی هویت‌های کارگران افرادی را که عراقی بودند آزاد کرده و ۶۰ کارگر خارجی از جمله ۱۵ تبعه ترکیه را به گروگان گرفت و در میان بازداشت شدگان چند پاکستانی، ترکمنستانی و نپالی وجود داشتند. همچنین دو مهندس ترک نیز در میان گروگان‌ها هستند. نیروهای داعش پیش‌تر نیز به مقر کنسولگری ترکیه در موصل یورش برده و ۴۹ تن از کارمندان آن را به گروگان گرفته بودند.

## ۲۸ خرداد
ارتش عراق در ۲۸ خرداد ۱۳۹۳ اعلام کرد که کنترل مناطقی در شهر بعقوبه در شمال بغداد را به دست آورده‌است. این در حالی است که داعش گذرگاه مرزی القائم در مرز عراق با سوریه را تحت تصرف خود درآورد. نیروهای عراقی روز ۲۷ خرداد ۱۳۹۳ با حمله افراد مسلح در شهر بعقوبه در ۶۰ کیلومتری شمال شرق بغداد مقابله کرده و توانستند از طریق درگیری‌ها سه منطقه را تحت کنترل خود درآورند. همچنین عبدالامیر محمدرضا الزیدی، فرمانده عملیات دجله اعلام کرد که گروهی از افراد مسلح دست به حمله‌ای در بعقوبه زدند و نیروهای امنیتی با این حمله مقابله کردند.
در تاریخ ۲۸ خرداد ۱۳۹۳ بزرگترین پالایشگاه نفتی عراق (بیجی) تعطیل شد و کارکنان خارجی آن از منطقه خارج شدند. مقامات پالایشگاه بیجی عراق گفتند: این پالایشگاه به دلیل ناآرامی‌های امنیتی تعطیل شده و کارکنان خارجی آن از منطقه خارج شده‌اند اما کارکنان محلی هنوز حضور دارند و ارتش کنترل پالایشگاه را در اختیار دارد. پالایشگاه بیجی یکی از سه پالایشگاه عراق است که نفت مناطق شمالی عراق را پالایش می‌کند.
یکی از مهندسان پالایشگاه بیجی گفت: به دلیل حملات اخیر شبه نظامیان، مسوولان پالایشگاه تصمیم گرفتند که کارکنان خارجی را خارج کنند و واحدهای تولیدی را برای اجتناب از خسارات گسترده تعطیل کنند.

## ۲۹ خرداد
در تاریخ ۲۹ خرداد ۱۳۹۳ منابع امنیتی عراق اعلام کردند، ۱۵۰ افسر عربستانی به‌طور محرمانه وارد موصل شده‌اند. منابع امنیتی عراق اعلام کردند که ۱۵۰ افسر عربستانی به‌طور محرمانه از طریق استان مرزی الحسکه سوریه با هماهنگی داعش وارد موصل شده‌اند. این افسران با هدف حمایت از داعش به فرماندهی فهد مصباح وارد موصل شده‌اند. نیروهای امنیتی عراق همچنین ابو یمامه الدوسری عربستانی الاصل را در حمله داعش به پالایشگاه داعش در شمال شهر تکریت کشتند.
در تاریخ ۲۹ خرداد ۱۳۹۳ یک مقام محلی عراق اعلام کرد در پی درگیری‌ها میان نیروهای امنیتی و اعضای داعش سه روستای شمال عراق به تصرف نیروهای داعش درآمد. فرماندار شهرستان طوزخرماتو اعلام کرد که افراد مسلح توانستند سه روستا واقع در بین شهرستان طوزخرماتو و منطقه آمرلی واقع در جنوب کرکوک را به تصرف خود درآوردند. در حالی که ۲۰ غیرنظامی در این درگیری‌ها کشته شدند.
شهرستان طوزخرماتو در ۱۷۵ کیلومتری شمال بغداد و آمرلی در ۸۵ کیلومتری جنوب کرکوک است. وی افزود: این شهرستان تحت کنترل نیروهای پیشمرگ است و اوضاع امنیتی عادی است و تمام نیروها برای رویارویی با هرگونه حمله احتمالی در آماده باش کامل به سر می‌برند.
وی ادامه داد، درگیری‌ها موجب مهاجرت ۲۰۰۰ خانوار به اماکن امن در مرکز شهرستان یا منطقه آمرلی شده‌است. یک مقام در پلیس استان صلاح الدین نیز گفت: نیروهای امنیتی بیجی را از تمامی کارمندان خالی کرده‌اند و ارتش تسلط کامل بر پالایشگاه دارد. همچنین خبرگزاری رویترز اعلام کرد که امروز ۳۰۰ کارمند پالایشگاه بیجی در جریان آتش‌بس اعلام شده میان نیروهای امنیتی و اعضای داعش از این پالایشگاه خارج شدند. شبه‌نظامیان داعش همچنین بنرهای سیاه خود را بر روی برج‌های مراقبت پالایشگاه بیجی آویزان کردند.

## ۳۰ خرداد
در تاریخ ۳۰ خرداد ۱۳۹۳ منابع محلی عراق از مسلط شدن داعش بر شهر معتصم در جنوب سامراء خبر دادند و این در حالی است که درگیری‌های ارتش عراق با داعش در شهر تلعفر و پالایشگاه بیجی همچنان ادامه دارد. درگیری میان نیروهای امنیتی و ارتش عراق با شبه‌نظامیان دولت اسلامی عراق و شام در شهر ترک‌نشین تلعفر همچنان ادامه دارد و این در حالی است که نیروهای عراقی از کنترل بر این شهر خبر داده‌اند. درگیری میان نیروهای دولتی عراق و نیروهای داعش در بزرگترین پالایشگاه نفت عراق در شهر بیجی نیز همچنان ادامه دارد و دو طرف مدعی هستند که کنترل پالایشگاه را در دست دارند. سخنگوی نظامی ارتش عراق پیشتر اعلام کرده بود که طرح ارتش برای آزادسازی شهر تلعفر آغاز شده و به زودی نتیجه آن مشخص خواهد شد. در همین حال منابعی در ارتش عراق اعلام کردند که بخش‌های اصلی استان دیالی از کنترل مخالفان خارج شده و نیروهای دولتی تقریباً بر تمامی مناطق این استان تسلط دارند. در بغداد نیز گردان عاشورا، وابسته به مجلس اعلای اسلامی عراق نزدیک به پنج هزار از نیروهای خود را به بغداد اعزام کرده تا در مقابل تهدیدات احتمالی داعش آمادگی این شهر ارتقا یابد.
نیروهای عراقی از بغداد به سمت شمال آماده می‌شوند تا آماده به یک ضدحمله علیه داعش گردند. نیروهای عراقی در ناحیه پیرامون سامرا در بزرگراهی در فاصله ۱۰۰ کیلومتری از شمال پایتخت عراق جمع شده‌اند و این منطقه خط مقدمی در مبارزه با گروه داعش است. یک منبع نزدیک به نوری مالکی، نخست‌وزیر عراق اعلام کرد: دولت پس از اینکه پیشروی‌های داعش را متوقف کرد در حال حاضر تصمیم دارد تا به این گروه پاسخ دهد. تلویزیون عراق نیز تصاویری از عبدالله الجبوری، استاندار صلاح‌الدین را نمایش داد که وی به سربازان در منطقه الاسحاقی می‌گفت که آن‌ها به سمت تکریت، الشرقاط و نینوا حرکت خواهند کرد. وی با بیان اینکه این نیروها متوقف نخواهند شد، گفت: تعداد نیروهای دولتی در اطراف سامرا از ۵۰ هزار تن بیشتر است. مردم عراق نیز اعلام کردند که نیروهای دولتی همچنان در پالایشگاه نفتی بیجی در فاصله ۱۰۰ کیلومتری شمال سامراء مستقر هستند. بالگردهای عراقی نیز به پاکسازی منطقه الضلوعیه میان سامرا و بغداد پرداختند. یک منبع امنیتی عراقی نیز اعلام کرد که درگیری‌ها در المقدادیه در استان دیالی در شمال شرق عراق افزایش پیدا کرده‌است و نیروهای امنیتی به بخش‌هایی که داعش آن را تحت تصرف خود درآورده بودند، یورش برده و در جریان این درگیری‌ها ۱۰۰۰ غیرنظامی نیز به سمت شمال کشور فرار کردند. همچنین درگیری‌هایی میان داعش با پیش‌مرگ‌های کرد در منطقه جلولاء روی داد که کردها بخش‌های شمالی آن را تحت کنترل درآورده‌اند. هزاران عراقی از روستاها و مناطق استان دیالی به سمت شهر خانقین در همان استان گریختند که نیروهای پیش‌مرگ کنترل آن را در دست دارند. آوارگان عراقی که تعداد آن‌ها حدود ۲۵ هزار تن برآورد شده‌است از کمبود شدید مواد غذایی و آب و همچنین قطع برق رنج می‌برند. منابع امنیتی اعلام کردند که در درگیری‌های جلولاء سه فرد مسلح کشته شده و چهار تن دیگر زخمی شدند. درگیری‌ها در منطقه تل‌عفر در شمال عراق نیز ادامه دارد. یک مقام نظامی عراقی گفت که افراد مسلح مجدداً نیروهای خود را برای حمله جدیدی به پالایشگاه نفتی بیجی آماده می‌کنند. نیروهای دولتی در تلاش هستند مانع از کنترل افراد مسلح بر منطقه استراتژیک تل‌عفر در نزدیکی مرزهای ترکیه و سوریه شوند. قاسم عطا، سخنگوی فرمانده کل ارتش عراق اعلام کرد که نیروهای هوایی دست به چندین حمله به پایگاه‌های افراد مسلح زدند. این در حالی است که افراد مسلح گفته‌های دولت را تکذیب کرده و مدعی هستند که منطقه تل‌عفر را کاملاً تحت تصرف خود درآورده‌اند. وزارت خارجه آمریکا اعلام کرد: داعش کارخانه سابق تولید سلاح‌های شیمیایی که زمان آن به دوره صدام برمی‌گردد، تحت تسخیر خود درآوردند. جن ساکی، سخنگوی وزارت خارجه آمریکا در گفت، به ما اطلاع داده شده‌است که داعش مجتمع الامثنی را اشغال کرده‌است اما ما بعید می‌دانیم که آن‌ها از کارخانه‌ای که برای تولیدات سلاح‌های شیمیایی بوده‌است، استفاده کنند. وی اعلام کرد که آمریکا نسبت به اینکه داعش پایگاه‌های نظامی را تحت اشغال خود درآورده، نگران است. از سوی دیگر منابع امنیتی اعلام کردند که ۳۴ تن از نیروهای عراقی در درگیری‌ها با داعش در منطقه القائم در نزدیکی مرزها با سوریه کشته شدند. در همین حال صباح الفتلاوی، فرمانده عملیات سامرا با بیان اینکه افراد مسلح در این مناطق حاضر هستند، اعلام کرد که این افراد از سوی نیروهای عراقی محاصره شده‌اند. در حال حاضر این نیروها در مسیر سامرا در شمال بغداد جمع شده‌اند تا دست به حمله گسترده‌ای از چند محور جهت آزادسازی موصل از داعش بزنند. این نیروهای عراقی متشکل از ۶۰ هزار نظامی هستند که تجهیزاتی همچون تانک و توپ در اختیار دارند و منابع امنیتی در مصاحبه با ایلاف اعلام کردند که نیروهای عراقی در حال حاضر کنترل امور را در دست گرفته و تعداد افراد داوطلبی که برای پشتیبانی از نیروهای عراقی مصمم هستند به پانصد هزار نفر می‌رسد.
- موصل (۳۸۰ کیلومتری شمال بغداد): دومین شهر بزرگ عراق و اولین شهری است که به دست تروریست‌ها افتاد. صدها هزار تن از ساکنان این شهر که حدود یک میلیون تن در آن سکونت دارند به مناطق دیگر گریخته‌اند و گزارش‌های ضد و نقیضی در خصوص کسانی که همچنان در داخل موصل هستند وجود دارد. برخی مدعی هستند که برخی از ساکنان موصل از داعش استقبال کرده‌اند و گزارش‌های دیگر حاکی از این است که مردم موصل تحت فشار شدید گروه‌های تندرو قرار گرفته‌اند.[۳۲]
- تکریت (۱۶۰ کیلومتری شمال بغداد): بزرگترین شهر استان صلاح‌الدین که در گذشته پایگاه صدام بود. تکریت دومین شهری است که پس از موصل به دست تروریست‌ها افتاد و افراد مسلح آن را مقر خود کرده و برای ادامه پیشروی‌های خود به سمت جنوب عراق صدها زندانی را آزاد کردند. نیروهای عراقی دست به حملات هوایی به کاخ‌های صدام زده‌اند که افراد مسلح در آن مخفی شده‌اند.[۳۲]
- بعقوبه (۶۰ کیلومتری شمال شرق بغداد): افراد مسلح برای چند ساعت سه منطقه در بعقوبه را تحت تصرف خود درآوردند که اهل تسنن و تشیع ساکن آن بوده و بزرگترین شهر استان دیالی به‌شمار می‌آید اما نیروهای امنیتی عراقی توانستند شبه نظامیان داعش را بیرون برانند. ۴۴ زندانی نیز در داخل مرکز پلیس در مرکز این شهر در جریان درگیری‌ها کشته شدند.[۳۲]
- بیجی (۲۰۰ کیلومتری شمال بغداد): نیروهای عراقی پس از درگیری‌های مسلحانه با داعش توانستند پالایشگاه بیجی را به صورت کامل تحت کنترل خود درآورند.[۳۲]
- کرکوک (۲۴۰ کیلومتری شمال بغداد): بزرگترین شهر استان کرکوک است که سرشار از چاه‌های نفتی است و قومیت‌های مختلف در آن زندگی می‌کنند، این شهر از کنترل دولت مرکزی خارج شده‌است و به دست پیشمرگ‌های کرد افتاده است.[۳۲]
- سامرا (۱۱۰ کیلومتری شمال بغداد): در این شهر دو مرقد دو امام شیعیان قرار دارد که انفجاری در سال ۲۰۰۶ به این مرقدها باعث شد جنگ طایفه‌ای میان اهل تسنن و تشیع دربگیرد. افراد مسلح در حمله به این شهر شکست خورده‌اند چرا که نیروهای بسیاری از بغداد وارد سامرا شده‌اند و سامرا مقری برای آغاز عملیات نیروهای عراقی جهت پاکسازی مناطق شمال کشور شده‌است.[۳۲]
- بغداد: با وجود اینکه افراد مسلح نتوانستند وارد بغداد شوند اما اوضاع کلی در پایتخت عراق دچار تنش است و تعداد بسیاری از نیروهای امنیتی و همچنین نیروهای مبارزه با تروریسم در مناطق گوناگونی در بخش غربی بغداد مستقر هستند تا با هرگونه فعالیت گروه‌های تروریستی مخفی مقابله کنند. همچنین مقررات منع آمد و شد شبانه در برخی از مناطق اطراف این شهر تمدید شده‌است.[۳۲]

## ۳۱ خرداد
نیروهای عراقی در موصل، تکریت و تلعفر به گروه داعش حمله‌ور شدند. اوضاع امنیتی در رمادی و فلوجه در پی کمک مردم و عشایر به نیروهای ارتش بهتر شده‌است. نیروهای عراقی در مرکز صلاح‌الدین به ویژه سامرا، بلدات و الاسحاقی با حمله به مراکز تجمع داعش، ده‌ها نفر از آنان را به کشتند. نیروهای ارتش عراق با تسلط بر اکثر مناطق شهر تلعفر، در حال حمله به داعش هستند که این امر منجر به فرار این شبه نظامیان به سمت موصل شده‌است. فرمانده نیروهای دفاع از تلعفر از برنامه‌ریزی نقشه‌ای کامل و همه‌جانبه برای آزادسازی استان نینوا از دست داعش، پس از پاک‌سازی شمال و حومه منطقه تلعفر خبر داده است. ارتش عراق در شهر فلوجه پیرزوی‌هایی در مبارزه علیه داعش کسب کرده‌است. صباح الفتلاوی، فرمانده عملیات سامرا گفت: نیروی هوایی عراق ۲۴ دستگاه خودروی داعش را در شمال شرق سامرا منهدم کرد. وی افزود: در این عملیات محل تجمع گروه داعش هدف قرار گرفت و انبارهای سلاح آنان در منطقه جلام سامرا در شمال‌شرق این شهر ویران شد. فرمانده عملیات سامرا از تسلط نیروهای امنیتی و ارتش عراق بر سه چهارم استان صلاح الدین خبر داد و تأکید کرد که نیروهای عراقی برای عملیاتی گسترده و پاکسازی کامل این استان آماده می‌شوند. از سوی دیگر، عشایر استان‌های ذی‌قار و المثنی نیروی مشترکی را برای حفظ امنیت صحرای السماوه و الناصریه تشکیل دادند. شمار نیروهای مشترک عشایر ذی‌قار و المثنی ۱۵۰۰ تن است که وظیفه آن‌ها تأمین امنیت صحرای السماوه و الناصریه است.
همچنین نیروهای امنیتی عراقی در شهر حدیثه در غرب استان الانبار، هرگونه رفت‌وآمد را ممنوع اعلام کردند. این اقدام برای مقابله با هرگونه حمله عناصر داعش به شهر حدیثه (۱۸۰ کیلومتری غرب رمادی) صورت گرفته‌است. شبه نظامیان داعش در منطقه السعدیه در دیالی، با انتشار سندی تحت عنوان السعدیه اعلام کرد که بر افراشتن هر پرچمی به غیر از پرچم این گروه ممنوع است. در این سند بر الزامی بودن رعایت مقررات دادگاه شرعی داعش تأکید شده‌است. داعش همچنین به ساکنان این منطقه در خصوص هرگونه همکاری با دشمنان هشدار داده است. معاون نخست‌وزیر عراق خبر منتشر شده از سوی برخی رسانه‌ها به ویژه شبکه بی‌بی‌سی دربارهٔ تسلط گروه تروریستی داعش بر پالایشگاه نفت بیجی را تکذیب کرد.
یک مقام ارشد امنیتی عراق روز ۲۱ ژوئن (۳۱ خرداد) به سی‌ان‌ان گفته‌است، شهر مرزی و استراتژیک «القائم» و سه شهر دیگر به کنترل داعش در آمده‌است.

## ۱ تیر
منابع محلی در غرب عراق از تسلط گروه شبه نظامی داعش بر سه شهر در استان الانبار و نیز مقر فرماندهی نیروهای ارتش عراق در این استان خبر دادند. فرماندهی نیروهای ارتش عراق در استان الانبار موسوم به "عملیات الجزیره و البادیه" صبح امروز مقر این فرماندهی در غرب استان را ترک کرد و ساعاتی بعد شبه‌نظامیان داعش به همراه دیگر گروه‌های مخالف عراقی مقر این فرماندهی را به تسخیر کردند. فرماندهی عملیات الجزیره و بادیه تمامی نیروهای نظامی، سلاح‌های سنگین و نیمه سنگین و ادوات نظامی خود را از این مقر خارج کردند و به سمت مناطق دیگر این استان عقب نشینی کردند. همچنین شبه‌نظامیان مسلح توانستند شهرهای راوه، عانا در استان الانبار و در نزدیکی مقر فرماندهی عملیات الجزیره را به کنترل خود درآورند. شبه نظامیان داعش در تلاش هستند تا مناطق مرزی با سوریه و اردن را به کنترل بگیرند و در این رابطه گذرگاه قائم در مرز با سویه را چندی پیش به تصرف درآوردند و شهر الرطبة در مرزها با اردن نیز امروز به کنترل نیروهای داعش در آمد. نیروهای داعش ظهر امروز نیز گذرگاه الولید در مرز عراق با سوریه و یک گذرگاه در مرز عراق با اردن را به تصرف در آورده‌اند. ارتش عراق اعلام کرده‌است که عقب‌نشینی فرماندهی عملیات الجزیره از استان الانبار تاکتیکی بوده و برای تجدید قوا برنامه‌های استراتژیک صورت گرفته‌است.
پیکارجویان داعش مدعی شده‌اند که در ادامه پیشروی‌های خود توانسته‌اند پس از تصرف گذرگاه قائم، دو شهر راوه و عانا را هم در کنترل خود بگیرند.
داعش بر اکثر شهرهای این استان انبار تسلط یافته‌است. این درحالی است که نیروهای ارتش عراق کنترل داعش بر مرزهای عراق با سوریه و اردن و نیز تسلط داعشی‌ها بر دو گذرگاه الولید با سوریه و طریبیل با اردن را تکذیب کردند، از سوی دیگر ۲۱ تن از شخصیت‌های برجسته دو شهر راوه و عانه به دست اعضای داعش در پی تسلط آن‌ها بر غرب عراق کشته شدند. یک منبع امنیتی در استان الانبار اعلام کرد که اعضای داعش پس از درگیری با نیروهای گارد مرزی دو گذرگاه الولید و طریبیل در الانبار را تحت تصرف خود درآورند و این در حالی است که وزارت کشور عراق روز ۲۲ ژوئن ۲۰۱۴ مطابق با ۱ تیر ۱۳۹۳، کنترل داعش بر دو گذرگاه الولید و طریبیل در الانبار را تکذیب کرده بود. سعد معن، سخنگوی وزارت کشور عراق اعلام کرد که دو گذرگاه الولید و طریبیل به صورت عادی فعالیت می‌کنند و تحت نظارت نیروهای امنیتی هستند. وی ادامه داد: اخباری مبنی بر کنترل گروه‌های داعش بر این دو گذرگاه صحت ندارد. در همین حال یک منبع امنیتی در استان نینوا روز ۲۲ ژوئن ۲۰۱۴ مدعی شد که اعضای داعش پس از درگیری‌های شدید با ارتش عراق منطقه تلعفر واقع در شمال غرب موصل را تحت تصرف خود درآوردند. روزنامه الیوم السابع نیز به نقل از یک منبع امنیتی عراقی گزارش داد که نیروهای داعش فرودگاه نظامی تلعفر در غرب شهر موصل را پس از عقب‌نشینی نیروهای ارتش تحت تصرف خود درآوردند. این منبع اعلام کرد که عقب‌نشینی ارتش به عنوان یک روش تاکتیکی است تا دوباره نیروهای نظامی را مستقر ساخته و دست به حمله جدیدی بزنند. به رغم اینکه قاسم عطا، سخنگوی فرمانده کل نیروهای مسلح عراق گفت که عقب‌نشینی نیروهای دولتی از شهرک‌های عانه، هیت و الرطبه در استان الانبار در یک اقدام تاکتیکی بود و این نیروها در شهرک حدیثه که در آن یک سد آبی مهم قرار دارد مستقر شده‌اند اما تحولات میدانی حکایت از آن دارد که نیروهای عراقی رفته رفته در حال تخلیه اکثر مناطق الانبار هستند. برخی منابع گزارش دادند که افراد مسلح منطقه الشرقاط از توابع استان صلاح‌الدین در شمال بغداد را تحت تصرف خود درآوردند و در سلیمانیه از توابع منطقه کردستان عراق درگیری‌های پراکنده‌ای تقریباً به صورت روزانه میان نیروهای پیشمرگ کرد با افراد مسلح رخ می‌دهد. افراد مسلح دو تن از نیروهای پیشمرگ را کشته و در مقابل نیز ۱۲ تن از افراد داعش کشته شدند. همچنین افراد مسلح داعش مناطق العباس، الریاض و روستای البشیر در شهر تازه در جنوب شرق کرکوک را تحت تصرف خود درآوردند. قاسم عطا، سخنگوی فرمانده کل نیروهای مسلح عراق از پاکسازی منطقه جرف الصخر در شمال استان بابل و کشتن بیش از ۱۰ داعشی خبر داد. وی پیشتر اعلام کرده بود که در دو استان صلاح الدین و بابل ۵۲ عضو داعش به هلاکت رسیده و ۱۶ خودروی آن‌ها منهدم شده‌است. یک منبع در پلیس عراق اعلام کرد که نیروهای امنیتی ابو عبدالرحمان الناصری یک عضو داعش را در جریان عملیات تفتیش در استان صلاح الدین بازداشت کردند، این منبع ادامه داد که این عضو داعش به کشتن هشتاد عضو دستگاه‌های امنیتی در تکریت و بیجی متهم است و این فرد رابطه نزدیکی با صدام داشته‌است. همچنین یک منبع در نیروهای مسلح عراق اعلام کرد که نیروی هوایی ارتش پایگاه‌های نیروهای داعش در منطقه بیجی در ۴۰ کیلومتری شمال تکریت را هدف قرار دادند که این حمله به کشته و زخمی شدن تعدادی از آن‌ها انجامید. نیروهای داعش همچنین ۲۱ تن از سرشناسان دو شهر راوه و عانه واقع در غرب بغداد را به قتل رساندند. منابع پزشکی و امنیتی عراق اعلام کردند که اعضای داعش این افراد را در خیابان‌های این دو شهر به ضرب گلوله کشته‌اند. نوری مالکی، نخست‌وزیر عراق سرلشکر الذیب ابو الولید را مأمور کرده بود تا موصل را از اعضای داعش پس بگیرد.

## ۲ تیر
- در حالی که نیروهای امنیتی عراق با کمک عشایر توانستند استان دیالی را به صورت کامل پاکسازی کنند، در حمله‌ای در جنوب عراق ۷۰ زندانی کشته شدند. یک منبع در پلیس استان بابل در تاریخ ۲۳ ژوئن ۲۰۱۴ اعلام کرد هنگامی که نیروهای امنیتی زندانیان را به زندان ناصریه در شرق حله (۹۵ کیلومتری جنوب بغداد) انتقال می‌دادند حمله‌ای مسلحانه رخ داد که بر اثر آن ۷۰ زندانی کشته شده و ۱۰ تن دیگر زخمی شدند. نیروهای امنیتی، منطقه وقوع این حادثه را بستند و افراد مجروح را به بیمارستان نزدیکی انتقال داده و جسد زندانیان را به پزشک قانونی بردند. در همین راستا نیروهای امنیتی عراق چند روستا و شهر در سامرا واقع در استان صلاح‌الدین را از کنترل داعش خارج کردند.

نیروهای امنیتی امروز تمام شهرها و روستاهای سامرا واقع در استان صلاح‌الدین را پاکسازی کردند. از سوی دیگر یک منبع از عشایر استان دیالی اعلام کرد که داعش از سه گروه مسلح در این استان خواسته است تا با داعش بیعت کرده و ظرف ۴۸ ساعت سلاح خود را تحویل دهند. این منبع اعلام کرد که داعش گروه‌های "الجیش الاسلامی" و فرقه نقشبندیه و افراد مسلح عشایر در ناحیه سعدیه را تهدید کردند در صورتی که به این درخواست داعش عمل نکنند آن‌ها را می‌کشند. یک منبع در پلیس استان دیالی اعلام کرد که تعدادی از اعضاء داعش شش منزل مسکونی رهبران "الجیش الاسلامی" و فرقه نقشبندیه را در دیالی به آتش کشیده‌اند. منابع عراقی اعلام کرده‌اند که گروه داعش از تشکیل هشت دادگاه شرعی در شهر موصل خبر داده است. این منابع افزودند نیروهای داعش تمثال حضرت مریم و تمثال دیگری از ابوتمام، شاعر مشهور عرب و چند تصویر دیگر را با این ادعا که این تمثال‌ها سمبل شرک هستند، از بین بردند. از سوی دیگر یک منبع در پلیس استان صلاح‌الدین امروز اعلام کرد که داعش اعضای ۵۰ خانواده را که از ناحیه العلم به کرکوک مهاجرت کرده بودند ربوده‌است و این شرط را مطرح کرده که در مقابل کنترل بر این ناحیه این افراد را آزاد می‌کند. همچنین داعش منطقه ملاعبدالله در نزدیکی استان کرکوک را تحت تصرف خود درآورد. از سویی دیگر سخنگوی دولت اردن این مسئله را تکذیب کرد که مرزها میان عراق و اردن بسته شده باشد. وی اظهار کرد که روند عبور و مرور در مرزها میان عراق و اردن بسیار محدود شده‌است.
- نیروهای داعش سرکنسول ترکیه را با به تل حمیس و از آنجا به الشدادی و در نهایت به شهر الرقه در سوریه بردند. نیروهای داعش می‌گویند به زودی دو بالگرد ارتش عراق را از فرودگاه موصل به شهر الشدادی می‌برند و در حال حاضر منتظر رسیدن متخصصان فنی خود می‌باشند تا این دو بالگرد را به السدادی حمل کنند. گروه داعش اخیراً به تقویت مواضع خود در مناطق تحت کنترل خود در جنوب و شرق الحسکه سوریه به ویژه در الشدادی و مرکده پرداخته است زیرا این دو منطقه خط مقدم دیر الزور محسوب می‌شوند.[۴۱]
- نیروی هوایی اردن ۴ دستگاه خودرو وابسته به گروه داعش را در مرزهای این کشور هدف گرفت و منهدم کرد.[۴۲]
- قاسم عطا با تکذیب برخی گزارش‌ها مبنی بر سقوط شهر تل‌عفر در استان شمالی نینوا، تأکید کرد که کنترل این شهر در دست نیروهای امنیتی عراق است.[۴۳]

## ۳ تیر
نیروهای امنیتی عراق شمار زیادی از عناصر وابسته به گروه داعش از جمله چند فرمانده قطری را در ۴۵ کیلومتری شمال غرب شهر حله مرکز استان بابل کشتند. یک مقام نظامی عملیات بابل گفت: نیروهای داوطلب به همراه نیروهای امنیتی اقدام به نصب کمین در مسیر عناصر داعش در منطقه البهبهان از توابع ناحیه جرف الصخر در ۴۵ کیلومتری شمال غرب شهر حله کردند که منجر به کشته شدن ۲۰۰ فرد مسلح از جمله چند فرمانده قطری شد.
فیصل العبادی فرمانده پلیس بصره گفت: طی روزهای گذشته بین ۹۰ تا ۱۰۰هزار نیروی مردمی برای نبرد با عناصر داعش در استان بصره داوطلب شده‌اند.
شبه‌نظامیان داعش اعلام کردند که پالایشگاه بیجی، بزرگ‌ترین پالایشگاه عراق را به‌طور کامل به تصرف خود درآورده‌اند اما منابع امنیتی عراق ورود آن‌ها به این پالایشگاه را تکذیب کرده‌اند.

## ۴ تیر
محمد القریشی معروف به ابوالولید فرمانده یگان ویژه شهر تلعفر تأکید کرد نیروهای عراقی، خسارت‌ها و تلفات سنگینی به داعش پس از نبردهای شرق فرودگاه تلعفر وارد کردند. وی افزود روحیه سربازان بسیار عالی است و ما به زودی برای بیرون راندن داعش آماده می‌شویم.

## ۵ تیر
- نیروهای ارتش عراق با بالگرد در اطراف تکریت به مواضع داعش حمله کردند.[۴۷]
- مقام‌های آمریکایی و عراقی گفته‌اند که به اعتقاد آن‌ها بمباران مواضع شورشیان داعش در اطراف شهر مرزی قیم در روز سه شنبه کار هواپیماهای نظامی سوریه بوده‌است.[۴۷][۴۸] عراق می‌گوید حمله در خاک سوریه بوده‌است.[۴۷]

## ۶ تیر
- منابع عراقی در الانبار اعلام کردند ارتش و عشایر عراقی حمله نیروهای داعش به استان الانبار را دفع کرده‌اند. به گفته این منابع، نیروهای امنیتی با همکاری عشایر حمله داعش به نزدیکی سد حدیثه در الانبار را دفع کردند.[۴۹]

## ۷ تیر
- تلویزیون عراق اعلام کرد که تکریت در کنترل ارتش قرار گرفته‌است و  مسئول نظامی داعش در تکریت کشته شده‌است. سخنگوی نیروهای مسلح عراق نیز گفت سرکرده‌های داعش در حال فرار از تکریت هستند. همچنین مسئول نظامی داعش و ۶۰ داعشی دیگر در تکریت کشته شدند. بنا بر گزارشی دیگر ۳۵ عضو داعش در جنوب شهر سامراء کشته شدند. ارتش عراق به سوی تکریت از چهار محور حمله کرد. داعش همچنین چند مسجد شیعیان در تلعفر را آتش زد.[۵۰][۵۱]
- یک منبع امنیتی در استان صلاح الدین اعلام کرد که نیروهای امنیتی عراق با پشتیبانی نیروهای مردمی فرودگاه تکریت را به صورت کامل پاکسازی کرده و حرکت به سمت شهر را ادامه می‌دهند.[۵۲]
- آیت اله سیستانی از گروه‌های سیاسی خواست بر سر تعیین رئیس جمهور و نخست وزیر به توافق برسند.[۵۳]
- وزارت دفاع آمریکا اعلام کرد، هواپیماهای جنگنده و بدون سرنشین این کشور برای شناسایی و جمع‌آوری اطلاعات در آسمان عراق پرواز می‌کنند.[۵۱]
- ارتش عراق می‌گوید عملیات گسترده‌ای را برای بازپسگیری شهر تکریت از شورشیان داعش، آغاز کرده‌است.[۵۱]
- پهپادها پایگاه‌های گروه داعش در غرب موصل را هدف قرار دادند. در درگیری‌های مسلحانه در شمال شرق بعقوبه، دو عضو داعش کشته شده و سه تن از نیروهای پیشمرگه زخمی شدند. در استان دیالی یکی از رهبران فرقه نقشبندیه و پنج تن از معاونانش در درگیری‌های مسلحانه در شرق بعقوبه کشته شدند. نیروهای پیشمرگ کرد همچنین تمامی ورودی‌های منطقه تلکیف در شمال موصل را برای جلوگیری از ورود اعضای داعش بستند.[۵۴]

## ۸ تیر
- عراق می‌گوید به منظور مبارزه با داعش، تعدادی جنگنده جت از روسیه خریداری کرده‌است.[۵۵]
- شبه نظامیان گروه داعش در شرق استان دیاله به منطقه‌ای نزدیک به مرز ایران فرار کرده‌اند. اعضایی از داعش در منطقه ترکمن‌نشین السعدیه دیاله به کوه‌های حمریت در نزدیک مرز عراق و ایران فرار کرده‌اند. نیروهای مسلح عراقی همراه با طوائف دیاله عملیات بزرگی علیه داعش آغاز کرده‌اند.[۵۶]
- نیروهای امنیتی عراق هشت تن از اعضای داعش را در شهر فلوجه در استان الانبار کشتند. منبع امنیتی عراق تاکیدکرد عملیات نظامی گسترده ارتش علیه گروه داعش در مناطق مختلف استان الانبار ادامه دارد.[۵۷]

## ۹ تیر
- داعش در دو کشور عراق و سوریه "خلافت" اعلام کرد. ابومحمد عدنانی، سخنگوی داعش در شبکه توییتر با یک پیام صوتی افزود که رهبر داعش، ابوبکر بغدادی خلیفه اول "دولت اسلامی" است. سخنگوی داعش افزود که وظیفهٔ هر مسلمانی است که با پذیرش خلافت ابوبکر بغدادی، با او بیعت کند. این در حالی است که ابوبکر بغدادی نیز این انتخاب را پذیرفت و خود را رهبر مسلمانان جهان دانست.[۵۸][۵۹][۶۰]
- یکی از اعضای داعش اعلام کرد مرزهای کنونیِ بین کشورهای اسلامی که حاصل تجزیه امپراتوری عثمانی است، نتیجه موافقت‌نامه منعقدهٔ سایکس–پیکو بین فرانسه و بریتانیا است و باید برچیده گردد و مرزها باید به حالت پیش از جنگ جهانی اول باز گردد.[۶۱]